# Gauldrée de Boilleau
Adolphe François Michel Gauldrée de Boilleau (1769-1830) fue un comisario de guerra, diputado y escritor de Francia.

## Biografía
Gauldrée de Boilleau nació en el departamento de Landas, Francia, y sirvió como  militar en el departamento de la administración militar Realizó varias campañas en calidad como comisario de ordenanzas, principalmente en la expedición a Rusia.

## Acusación
En la campaña de Rusia, Gauldrée de Boilleau fue acusado de perder víveres de su división militar, pero en el juicio, al que fue sometido obtuvo la absolución, y recibió en la misma época condecoraciones francesas y extranjeras.

## Diputado
En el transcurso de la reunión de los Cuerpos de Inspectores, en la revista de algunos comisarios en 1817, Gauldrée de Boilleau, alcanzó la jubilación, y más tarde fue nombrado diputado por Landas a la Cámara, bajo el nombre de marqués de La Caze, pronunciando diversos discursos de orientación de centro derecha a la que votó constantemente.

## Escritor
Como escritor, dejó una recopilación de fábulas, dedicadas a Luis XVIII de Francia, con pensamientos ingeniosos y rasgos picantes, una obra de la administración militar en la Edad Moderna, y una obra de arte militar y administración militar en la Antigüedad.

### Obras
- Fables choisies, dediées a la jeunesse, 1812, 2 vols.
- L'Administration militaire dans le temps modernes, Genève, 1980.
- L'Administration militaire dans l'antiquité, Genéve, 1980.
- Temblements de terre en Amérique, 576 pag